# Senyor Esteve
El Senyor Esteve és un personatge literari, protagonista principal de L'auca del senyor Esteve de Santiago Rusiñol, publicat l'any 1907.
Prèviament a la publicació de la novel·la, el senyor Esteve era una imatge popular que representava el prototipus de la petita burgesia catalana com a nova classe social de finals del segle xix i principis del segle xx, la qual sovint ha estat parodiada i ridiculitzada en sainets, comèdies i revistes humorístiques. Amb aquests antecedents, Rusiñol agafa aquesta figura i la converteix en el personatge principal de la seva novel·la. Hi descriu irònicament les actituds, normes morals i tòpics més paradigmàtics del petit burgès: el seny, l'estalvi, la voluntat de portar una vida grisa, austera, rutinària amb l'únic objectiu d'aconseguir el benefici material. Al llarg de la novel·la, el senyor Esteve només concep la seva vida com a treball de dedicació exclusiva a la seva botiga, La Puntual, fet que s'oposa frontalment amb les idees modernistes de l'existència que representa el seu fill.
La popularitat i divulgació de la novel·la, va consolidar el personatge com a símbol de la burgesia catalana, arribant a tenir la seva iconografia clàssica en l'auca de 1907, dibuixada per Ramon Casas amb rodolins de Gabriel Alomar.